# Supercoppa islandese 2022 (pallavolo maschile)
La Supercoppa islandese 2022, 6ª edizione della Supercoppa nazionale di pallavolo maschile, si è svolta il 24 settembre 2022: al torneo hanno partecipato due squadre di club islandesi e la vittoria finale è andata per la seconda volta consecutiva all'Hamar.

## Regolamento
La formula ha previsto una gara unica.

## Squadre partecipanti
| Squadra     | Qualificazione                                         |
| ----------- | ------------------------------------------------------ |
| Hamar       | Vincitrice Coppa d'Islanda 2021-22/Úrvalsdeild 2021-22 |
| KA Akureyri | Finalista Coppa d'Islanda 2021-22                      |

## Torneo
| 24 settembre 2022 KA heimilið, Akureyri Durata: 1h:19 - Spettatori: 200 | Hamar | 3 - 0 | KA Akureyri | 25-22, 25-19, 25-22 |